# Dundee United Football Club 2019-2020
Questa voce raccoglie le informazioni riguardanti il Dundee United Football Club nelle competizioni ufficiali della stagione 2019-2020.

## Stagione
- In Scottish Championship il Dundee United si classifica al primo posto (59 punti, in media 2,11 a partita), vince per la 3ª volta la seconda serie ed è promosso in Scottish Premiership.
- In Scottish Cup viene eliminato al quarto turno dall'Hibernian (2-2 e poi 2-4 nel replay).
- In Scottish League Cup non supera la fase a gironi, classificandosi terzo nel gruppo A dietro a Hearts ed East Fife.

## Maglie e sponsor
| Casa | Trasferta |

## Rosa
| N. |                      | Ruolo | Calciatore               |
| -- | -------------------- | ----- | ------------------------ |
| 1  | Svizzera (bandiera)  | P     | Benjamin Siegrist        |
| 2  | Scozia (bandiera)    | D     | Liam Smith               |
| 3  | Argentina (bandiera) | D     | Adrián Spörle            |
| 5  | Irlanda (bandiera)   | D     | Mark Connolly            |
| 6  | Scozia (bandiera)    | D     | Mark Reynolds (capitano) |
| 7  | Scozia (bandiera)    | C     | Paul McMullan            |
| 8  | Scozia (bandiera)    | C     | Peter Pawlett            |
| 10 | Scozia (bandiera)    | A     | Nicky Clark              |
| 11 | Scozia (bandiera)    | A     | Cammy Smith              |
| 12 | Scozia (bandiera)    | C     | Sam Stanton              |
| 13 | Turchia (bandiera)   | P     | Deniz Doğan Mehmet       |

| N. |                        | Ruolo | Calciatore         |
| -- | ---------------------- | ----- | ------------------ |
| 17 | Scozia (bandiera)      | D     | Jamie Robson       |
| 18 | Inghilterra (bandiera) | C     | Calum Butcher      |
| 19 | Galles (bandiera)      | D     | Troy Brown         |
| 20 | Scozia (bandiera)      | A     | Logan Chalmers     |
| 23 | Stati Uniti (bandiera) | C     | Ian Harkes         |
| 24 | Scozia (bandiera)      | A     | Lawrence Shankland |
| 25 | Scozia (bandiera)      | C     | Adam King          |
| 26 | Scozia (bandiera)      | D     | Sam Wardrop        |
| 27 | Scozia (bandiera)      | A     | Louis Appéré       |
| 34 | Scozia (bandiera)      | C     | Scott Banks        |
| 44 | Scozia (bandiera)      | D     | Paul Watson        |